# Liste der Bürgermeister von Ris-Orangis

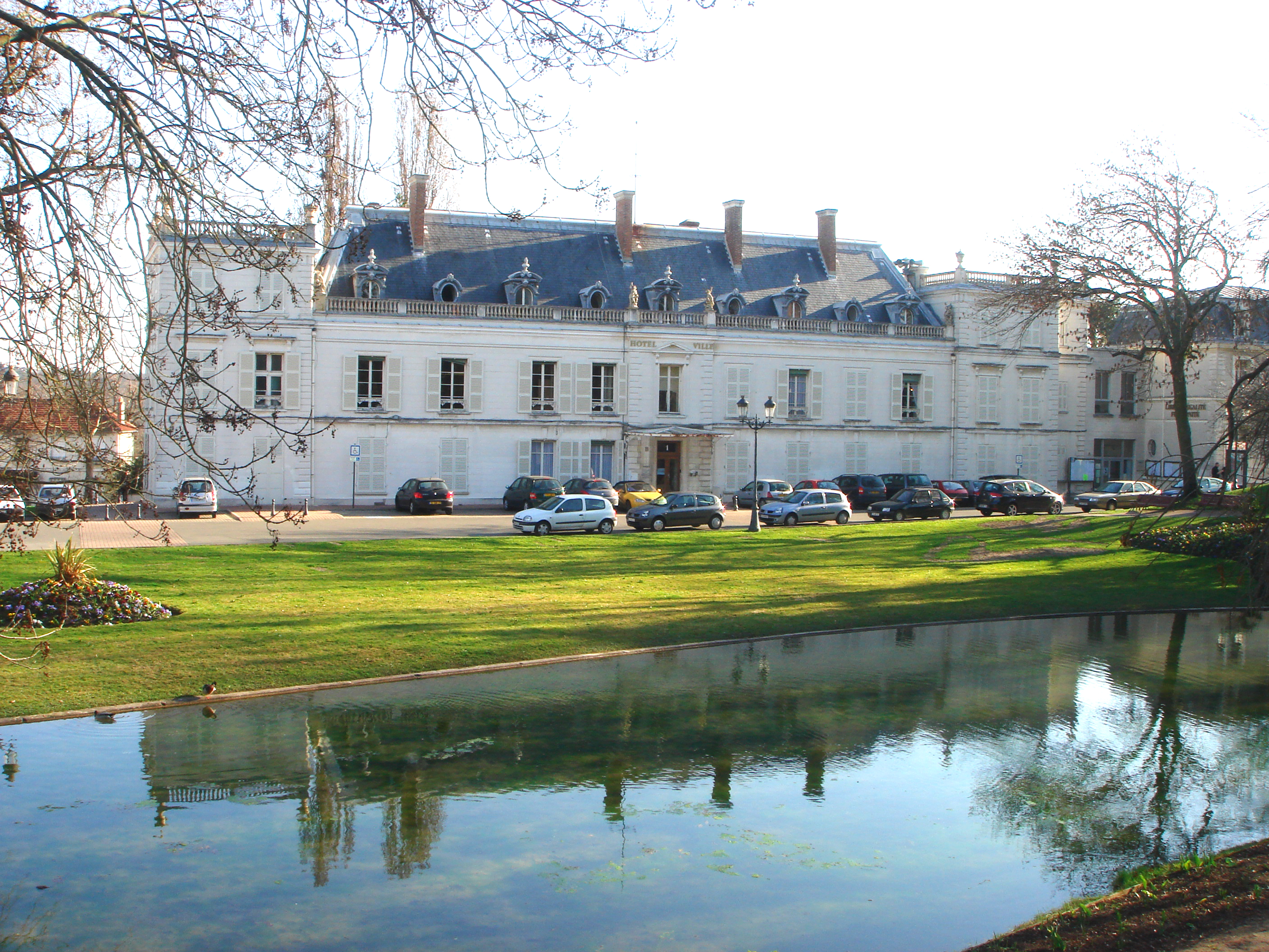
Das Rathaus von Ris-Orangis

Diese Liste der Bürgermeister von Ris-Orangis zeigt die Bürgermeister (frz. maires) der französischen Stadt Ris-Orangis der letzten Jahrhunderte, seit der ersten Ernennung eines Bürgermeisters im Jahr 1790.
Die Gemeinde Ris-Orangis entstand erst am 20. März 1791 aus der Fusion der beiden Parochien Notre-Dame de Ris und Saint-Germain d’Orangis, offiziell anerkannt am 19. Februar 1793. Am 31. Oktober 1793 ließ sie sich als erste Gemeinde Frankreichs unter dem Namen Brutus entchristianisieren. Am 14. April 1795 erhielt sie ihren jetzigen Namen zurück.

## Die Bürgermeister

### Bis 1793

#### Ris
Nach dem Ausbruch der französischen Revolution fanden in Ris am 11. Januar 1790 die ersten Bürgermeisterwahlen Frankreichs statt.
| Amtsbeginn        | Amtsende          | Name                | Lebensdaten               | Partei | Bemerkung                                                                      |
| ----------------- | ----------------- | ------------------- | ------------------------- | ------ | ------------------------------------------------------------------------------ |
| 12. August 1787   | 11. Januar 1790   | Gabriel Sallin      | * 23. November 1753       |        | Eigentümer und Verwalter von Ris                                               |
| 11. Januar 1790   | 06. Februar 1790  | Rémy Guillaume Raby | 1754–1817                 |        | Erster Bürgermeister von Ris, Wahl durch Dekret vom 6. Februar 1790 aufgehoben |
| 11. Januar 1790   | 06. Februar 1790  | Nicolas Marchand    | 1735 – 10. September 1826 |        | nichtlegitimer Bürgermeister, gewählt in einer geheimen Kirchenversammlung     |
| 23. März 1790     | 16. Dezember 1792 | Rémy Guillaume Raby |                           |        | Als Bürgermeister von Ris bestätigt                                            |
| 16. Dezember 1792 | 06. Dezember 1793 | Jacques Bailly      | 28. Oktober 1756 – 1800   |        |                                                                                |

#### Orangis
| Amtsbeginn       | Amtsende         | Name                | Lebensdaten                    | Partei | Bemerkung                                              |
| ---------------- | ---------------- | ------------------- | ------------------------------ | ------ | ------------------------------------------------------ |
| 12. August 1787  | 07. Februar 1791 | François Cadier     | 1766–1802                      |        | Verwalter von Orangis, ab 1790 Bürgermeister           |
| 08. Februar 1791 | 10. März 1793    | Germain Louis Andry | 15. Januar 1756 – 2. Juni 1815 |        | Verwalter, keine Bürgermeisterwahl in Orangis bis 1793 |

### Von 1793 bis 1799
| Amtsbeginn        | Amtsende          | Name                    | Lebensdaten                   | Partei | Bemerkung |
| ----------------- | ----------------- | ----------------------- | ----------------------------- | ------ | --------- |
| 08. Dezember 1793 | 10. Februar 1795  | Jean Louis Carré        | 1757 – 22. März 1814          |        |           |
| 11. Februar 1795  | 29. November 1795 | Pierre Bidault          | 1757 – 21. Februar 1821       |        |           |
| 08. Januar 1797   | 23. März 1799     | Charles Victor Langlois | 24. Juli 1763 – 16. Juni 1853 |        |           |

### Von 1800 bis 1904
| Amtsbeginn        | Amtsende           | Name                      | Lebensdaten                        | Partei | Bemerkung              |
| ----------------- | ------------------ | ------------------------- | ---------------------------------- | ------ | ---------------------- |
| 18. Juni 1800     | 02. August 1807    | André Alland              | 1753 – 16. Januar 1808             |        |                        |
| 16. Januar 1808   | 20. März 1813      | Louis Charles Michaud     | 1764 – 1. April 1837               |        |                        |
| 21. März 1813     | 08. Oktober 1816   | Thomas Honoré Murphy      | 24. Dezember 1759 – 1816           |        |                        |
| 06. Oktober 1816  | 05. Mai 1819       | de la Coste               |                                    |        |                        |
| 06. Juni 1819     | 01. April 1823     | Pierre Pinau              |                                    |        |                        |
| 08. Mai 1823      | 04. Januar 1829    | Jean-Baptiste Gomel       | 1792–1829                          |        |                        |
| 04. Januar 1829   | 30. September 1846 | Étienne Soulange-Bodin    | 6. Juni 1774 – 23. Juli 1846       |        |                        |
| 01. Oktober 1846  |                    | de Padoue                 |                                    |        | Markgraf               |
| 01. Oktober 1846  | 20. Februar 1848   | Louis Arrighi de Casanova | 26. September 1814 – 28. März 1888 |        | Vom Präfekten ernannt. |
| 16. März 1848     | 18. August 1848    | Gaëtan Fortunat Viaris    |                                    |        |                        |
| 19. August 1848   | 14. Februar 1849   | Louis Arrighi de Casanova |                                    |        |                        |
| 15. Februar 1849  | 10. Dezember 1880  | André Marie Charles Gomel | 22. Juni 1806 – 5. November 1888   |        |                        |
| 19. Dezember 1880 | 14. Januar 1883    | Alphonse Louis Duchesne   | 11. Juli 1833 – 5. Mai 1910        |        |                        |
| 14. Januar 1883   | 29. August 1891    | Albert Pinatel            | * 1840                             |        |                        |
| 30. August 1891   | 15. Mai 1904       | Henri Fontaine            | * 1857                             |        |                        |

### Von 1904 bis 1944
| Amtsbeginn        | Amtsende          | Name                            | Lebensdaten                          | Partei | Bemerkung                                   |
| ----------------- | ----------------- | ------------------------------- | ------------------------------------ | ------ | ------------------------------------------- |
| 15. Mai 1904      | 09. Dezember 1919 | Eugène Barreau                  | * 1854                               |        |                                             |
| 10. Dezember 1919 | 04. August 1921   | Jacques Courbet                 | 17. September 1855 – 19. März 1931   |        |                                             |
| 05. August 1921   | 25. August 1928   | Albert Rémy                     | 7. August 1869 – 22. Juli 1928       |        |                                             |
| 26. August 1928   | 16. Mai 1929      | Adrien Honoré Guerton           | 16. Oktober 1859 – 13. Dezember 1936 |        |                                             |
| 11. Mai 1929      | 28. April 1934    | Jules Boulesteix                | 1. Februar 1879 – 25. Februar 1835   |        |                                             |
| 29. April 1934    | 06. November 1941 | Henri Frédéric Léon Kellermeier | 22. Oktober 1871 – 10. April 1949    |        | Von den Deutschen abgesetzt.                |
| 7. November 1941  | 08. August 1942   | Fernand Paul Henri Cabaud       | † 1946                               |        | Von den Deutschen 1941 im Stadtrat ernannt. |
| 12. August 1942   | 26. August 1944   | Louis Kany                      | 10. November 1874 – 5. Januar 1946   |        |                                             |

### Ab 1944
| Amtsbeginn         | Amtsende         | Name                 | Lebensdaten                    | Partei | Bemerkung |
| ------------------ | ---------------- | -------------------- | ------------------------------ | ------ | --------- |
| 02. September 1944 | 30. Oktober 1947 | Jean Pierre Gourdoux |                                | CDL    |           |
| 31. Oktober 1947   | 29. März 1971    | Henri Collet         | 1. Oktober 1915 – 18. Mai 2007 |        |           |
| 30. März 1971      | 17. Juni 1995    | Daniel Perrin        | * 1938                         | PCF    |           |
| 18. Juni 1995      | 25. Oktober 2012 | Thierry Mandon       | * 30. Dezember 1957            | PS     |           |
| 26. Oktober 2012   |                  | Stéphane Raffalli    |                                | PS     |           |